# Муса аль-Гаді
Муса аль-Гаді (*26 квітня 764 —14 вересня 786) — 4-й володар Аббасидського халіфату у 785—786 роках.

## Життєпис
Походив з династії Аббасидів. Старший син халіфа аль-Махді та єменки Аль-Хайзуран бінт Ата. Народився у 764 році у місті Рей (північний Іран). Здобув гарну освіту. У 785 році після смерті батька стає новим халіфом. Втім фактичну владу перебрала його мати. Невдале керування останньої викликало численні повстання по всьому халіфату. Спочатку аль-Гаді в Багдаді відсторонив мати від влади.
Після цього зіткнувся з претендентом на трон з роду Алідів — Хусейном ібн Алі ібн Хасаном, що захопив Медіну, де оголосив себе халіфом. Аль-Гаді вдалося придушити заколот, стративши Хусейна. Втім двоюрідний брат останнього — Ідріс бін Абдаллах зумів втекти до Магриба, де на території сучасного Марокко заснував незалежну державу Ідрісидів. В результаті від халіфату відкололася ще одна територія. Але халіф аль-Гаді змушений був боротися проти секти хариджитів, яку було подолано. В розпал цих подій до меж держави вдерлися візантійські війська, але цей напад вдалося відбити. У відповідь араби сплюндрували прикордонні землі Візантії у Малій Азії.
Разом з боротьбою проти претендентів, повстань та зовнішньої загрози аль-Гаді змушений був протистояти палацовим інтригам його матері. Остання не змирилася з втратою впливу, який мала ще за батька аль-Гаді. Вона вирішила звести на трон свого улюбленого сина Гаруна. При цьому розпочав заходи з обмеження впливу перських родів, насамперед Бармакидів, бажаючи спиратися на арабські племена. Відчуваючи небезпеку, аль-Гаді переніс столицю з Багдада до Гадітти (на місці злиття річок Тигр та Великий Заб).
Проте восени 786 року з невідомих причин халіф аль-Гаді раптово помер. За однією з версій його було отруєно, за іншою він помер від виразки шлунку. Новим халіфом став його молодший брат Гарун ар-Рашид.